# Никулино (Калининский район)
Нику́лино — деревня в Калининском районе Тверской области. Административный центр Никулинского сельского поселения.

Расположена в 5 км юго-западнее Твери сразу за Тверской объездной дорогой (автодорогой «Москва — Санкт-Петербург» М10 (E 105)).

## История
Во второй половине XIX — начале XX века деревня Никулино была центром Никулинской волости, относилась к Никольскому приходу Тверского уезда Тверской губернии и находилась в 7 верстах от Твери, по правой стороне Волоколамского тракта.  
По данным 1859 года в деревне 51 двор, 467 жителей. В 1886 — 85 дворов, 570 жителей.
По данным 1892 года деревня Никулино в 2 улицы, каждая в 2 посада, на возвышенности со скатами к югу и западу при колодце и 1 пруде... Пашни мало. У 1/3 хозяев хлеба не хватает. На усадьбах картофель и конопля. Капуста садится в концах огородов. Передел был в 1877 году на 15 лет... Промышленники — чернорабочие и фабричные в Твери. Кроме того занимаются извозом. До 60 семей вяжут на продажу саки, невода и бродники. В селении 3 шерстобойни с валкой сапог, 3 сапожных мастерских, 2 красильни, 1 столяр, 1 мелочной торговец и 3 торговца сеном. У двоих хозяев 23 улья. 
В 1919-20 годах в Никулино 90 дворов, 656 жителей. 
В декабре 1929 года организована коммуна «Серп и молот» .  
К 1940 году колхоз «Серп и молот» становится одним из крупнейших в Калининском районе: 118 хозяйств, имел 1112 гектаров земли, три животноводческих товарных фермы. 
С середины 1950-х годов Никулино  — центр сельсовета в составе Калининского района Калининской области.
В 1997 году в деревне — 307 хозяйств, 871 житель. В Никулино находится администрация сельского округа, центральная усадьба колхоза «Тверь», КБО, швейный цех, средняя школа, детсад, ДК, библиотека, амбулатория, магазин. 

## Население
| 1859 | 1886 | 1997 | 2002 | 2010 |
| ---- | ---- | ---- | ---- | ---- |
| 466  | ↗570 | ↗871 | ↗890 | ↘859 |

## Инфраструктура
В деревне Никулино находится средняя школа, медпункт, почта, Дом культуры, библиотека, детский сад и два кондитерских цеха.

## Достопримечательности
- Холм Славы с мемориальным знаком в память об односельчанах, павших в Великой Отечественной войне.

## Интересные факты
О нелёгких буднях жителей пригородной деревни Никулино в суровое военное время повествует издание «Колхоз «Серп и Молот» в публикациях газеты «Пролетарская правда» . Большинство статей, рассказывающих о подвигах никулинцев, написано А. Зимновичем, учителем немецкого языка, бывшим партизаном. 